# Batalla de Melitene
La batalla de Melitene fue un enfrentamiento armado que se libró en el año 1100 entre un ejército cruzado dirigido por Bohemundo de Tarento y otro de los turcos danisméndidas, encabezado por Ghazi ibn Danishmend. Finalmente, los turcos se hicieron con la victoria.
Tras adquirir el Principado de Antioquía en 1098, Bohemundo se alió con el reino armenio de Cilicia. Cuando Gabriel de Melitene y su guarnición armenia fueron atacados desde el norte por el estado danisméndida, Bohemundo marchó en su ayuda con una fuerza de francos.
Mientras los cristianos marchaban hacia Melitene, Ghazi ibn Danishmend emboscó a los expedicionarios, lo que provocó que "la mayoría de los cruzados fueron muertos". Bohemundo fue capturado junto con Ricardo de Salerno. Entre los muertos se encontraban los obispos armenios de Marash y Antioquía. El rescate de Bohemundo se pagó en 1103. La liberación del príncipe de Antioquía fue el objetivo de una de las columnas de la nefasta Cruzada de 1101.
Esta batalla puso fin a la cadena de victorias de la que disfrutaban los participantes de la Primera Cruzada. Posteriormente, Balduino, conde de Edesa y más tarde rey de Jerusalén, recuperó Melitene. Sin embargo, la danisméndidas se apoderaron de la ciudad en 1103.